# آگاتا نو انوکای نو میچیو
آگاتا نو انوکای نو میچییو (به ژاپنی: 県犬養 三千代 Agata no Inukai no Michiyo) یا تاچیبانا نو میچییو (橘 三千代) (۶۵۵? – ۴ فوریه، ۷۳۳)، بانوی درباری از اوایل دوره نارا و مادر امپراتریس کومیو بود. او در دربار امپراتور تنمو و امپراتور شومو خدمت کرد.
در سال ۷۱۶ (سال دوم ریکی (دوره))، فوجیوارا نو میاکو که دختر فوجیوارا نو فوهیتو بود و توسط نامادری اش میچییو بزرگ شده بود، با «شاهزاده کارو» ازدواج کرد. میچییو همچنین نفوذ خود را در دربار امپراتوری به عنوان بالاترین ندیمه و بانوای درباری تقویت کرد. فوجیوارا نو فوهیتو در سال ۷۲۰ درگذشت (سال چهارم یورو (دوره)). سال بعد، در سال ۷۲۱، میچییو، بالاترین رتبه رعیت، «شوسانمی» را دریافت کرد. در همان سال، زمانی که امپراتریس گنمی به شدت بیمار شد، میچییو راهب شد.
در سال ۷۲۹ (سال اول تنپیو)، کومیو همسر امپراتور شومو (کوگو: همسر اصلی و ارشد امپراتور) شد و امپراتریس کومیو نامیده شد. تا آن زمان، این قانون وجود داشت که امپراتریس‌ها از خانواده امپراتوری/دودمان یاماتو می‌آمدند، بنابراین برای کومیو، که پدر و مادرش هر دو اشراف اما خارج از دودمان یاماتو بودند، یک رویداد غیرعادی بود که ملکه و همسر اصلی امپراتور شود. چهار سال بعد، در سال ۷۳۳، میچییو درگذشت.

## بررسی اجمالی
در سال ۶۷۹، در حدود ۱۵ سالگی، میچییو یک میوبو شد. در نوامبر ۷۰۸، خاندان او، خاندان تاچیبانا نام خانوادگی افتخاری «تاچیبانا سوکونه» را توسط امپراتور امپراتریس گنمی دریافت کرد. در سال ۷۲۱ او برای مدت کوتاهی راهبه بودایی شد تا برای سلامتی امپراتریس گنمی دعا کند.
شوهر اول او یک شاهزاده امپراتوری، به نام شاهزاده مینو، از نوادگان امپراتور بیداتسو بود. آنها سه فرزند داشتند - شاهزاده کاتسوراگی (بعدها تاچیبانا نو موروئه، شاهزاده سای (بعدها تاچیبانا نو سای) و شاهدخت مورو. بلافاصله پس از مرگ شاهزاده مینو، او با فوجیوارا نو فوهیتو ازدواج کرد که همسر اصلی او مرده بود.
او دختری به نام «کومیوشی» (光明子) داشت که سومین دختر فوهیتو بود. بسیاری از نوادگان میچییو نیز با فرزندان فوهیتو ازدواج کردند. معلوم نیست دختر چهارم فوهیتو، «تاهینو»، همسر اصلی تاچیبانا نو موروئه نیز دختر میچییو باشد. دختر آنها بعداً با امپراتور شومو ازدواج کرد و امپراتریس کومیو شد.
پس از مرگ فوهیتو، او همچنان در دربار نفوذ داشت. قبل از تولد اولین فرزندش، او پرستار «شاهزاده کارو» که بعداً امپراتور مونمو نام گرفت، شد و بسیار مورد اعتماد مادر مونمو، امپراتریس گنمی و مادربزرگ پدری امپراتریس جیتو بود. با استفاده از نفوذ خود، او بعداً اولین دختر فوهیتو را فوجیوارا نو میاکو، از همسر دیگر فوهیتو به نام کامونوهیمه، را همسر امپراتور مونمو ساخت. هنگامی که میاکو و فرزند مشترکش با امپراتور مونمو به نام امپراتور شومو بزرگ شد، خاله ناتنی کوچکترش فوجیوارا نو آسوکابه هیمه/امپراتریس کومیو را به عنوان همسر امپراتور شومو انتخاب کرد. آنها با هم صاحب یک دختر، امپراتریس کوکن و یک پسر به نام «شاهزاده موتوی» شدند. همسران دیگر امپراتور شومو همگی از نوادگان میچییو و/یا فوهیتو هستند. با استفاده از این نوع روش همخونی بیش از حد، میچییو و فوهیتو از ریشه ژن‌های خود در دودمان یاماتو اطمینان حاصل کردند.
او همچنین با یکی از شعرهایش در مان‌یوشو شاعری برجسته بود.